# ياكوف عميتاي
ياكوف عميتاي (بالعبرية: יעקב אמיתי) هو دبلوماسي إسرائيلي يشغل منصب سفير إسرائيل بالقاهرة منذ ديسمبر 2011، وهو أول سفير إسرائيلي بالقاهرة بعد ثورة 25 يناير.

## عمله الدبلوماسي
عمل عميتاي في السفارة الإسرائيلية بالقاهرة منذ منتصف الثمانينات لسنوات في مهمات بحثية تابعة لوزارة الخارجية الإسرائيلية. ثم عمل في الولايات المتحدة الأمريكية بين عامي 1989 و1993، ثم سفيراً لإسرائيل في كينيا، ومسؤولًا عن مصالح إسرائيل في دول شرق أفريقيا، ثم شغل منصب سفير إسرائيل في إثيوبيا لثلاث سنوات، ثم أصبح نائبًا لرئيس مركز الأبحاث السياسية بوزارة الخارجية الإسرائيلية. ويعد واحدًا من أفضل خبراء العالم العربي في إسرائيل.
خلف عميتاي إسحاق لفنون، الذي غادر القاهرة عشية مهاجمة متظاهرين مصريين للسفارة الإسرائيلية بالقاهرة ليلة 9-10 ديسمبر 2011.